# Forza Motorsport (2023)
『Forza Motorsport』 (フォルツァ モータースポーツ) は2023年10月10日にマイクロソフトよりXbox Series X/S及びWindows向けに発売されたレーシングシミュレータゲーム。開発はXbox Game Studios 傘下のTurn 10 Studios。

## 概要
前作「Forza Motorsport 7」から6年振りとなるシリーズ最新作で『Forza Motorsport』シリーズの8作目。本作は「新たなゲームコンセプト」と「シリーズの再構築」を掲げているリブート作品としていることからナンバリングが廃されているが、ゲーム内容や前作からの正当進化を遂げている作品であることから、事実上『Forza Motorsport 8』に相当する作品といえる。
本作はXbox Series X/S専用タイトルとなったことにより、開発はゼロから作り直され、シリーズ初となるリアルタイムレイトレーシングの対応やより精密に再現されたクルマやコース、大幅に進化した物理演算、よりモータースポーツに特化した新システムの導入など、過去作を凌駕する圧倒的なパフォーマンスを実現している。
本作のカバーカーはシボレー・コルベット E-Rayとキャデラック・Vシリーズ.R。

## 沿革

### 2020年
- 7月24日 - 「Xbox Games Showcase」にて初披露。アナウンストレーラーが公開[2]。

### 2022年
- 6月13日 - 「Xbox & Bethesda Games Showcase」にて2年ぶりとなる新情報が公開。新トレーラーとゲームプレイデモ、発売時期の発表が行われた[3]。

### 2023年
- 1月26日 - 「Xbox & Bethesda Developer_Direct」にて本作のディテールが紹介[注 2]。
- 5月26日 - 公式X(旧Twitter)にて本作のカバーカーが公開。
- 6月12日 - 「Xbox Games Showcase」にて発売日、商品展開などの新情報が公開。
- 10月5日 - プレミアムエディション、プレミアムアドオンバンドル購入者向けのアーリーアクセスが開始。
- 10月10日 - 発売。

## 特徴・新機能

### グラフィック・コース再現
前作から大幅にグラフィックが向上している。シリーズで初めてリアルタイムレイトレーシングに対応し、レース中にも適用される。本作に収録される20以上のコースは物理モデルの刷新に伴い、全て写真測量技術と3Dマテリアルスキャン技術を用いてゼロから作り直されている。コースの路面や草木、雲などの環境もポリゴン数とテクスチャ解像度が大幅に向上したことでより高精細な表現が実現。Xbox版では複数のグラフィックモードが選択できる。なお、Xbox Series Sにおいてはスペックの関係上、レース中のレイトレーシングはサポートされない。各ハードのスペックは以下の通りである(前者Series X、後者Series S)。
|                  | パフォーマンス | パフォーマンスRT | クオリティ |
| ---------------- | -------------- | ---------------- | ---------- |
| fps              | 60             | 60               | 30         |
| 解像度           | 4K             | 可変(最大4K)     | 4K         |
| レイトレーシング | 無             | 有               | 有         |

|                  | パフォーマンス | クオリティ |
| ---------------- | -------------- | ---------- |
| fps              | 60             | 30         |
| 解像度           | 1080p          | 2K(1440p)  |
| レイトレーシング | 無             | 無         |

### 環境変化
前作で実装された動的な天候変動に加えて時間も動的に変化するようになり、これらは全コースで適用可能。天候と同様、時間帯が変わることで気温の変化による路面温度の変化が生まれ、クルマのグリップ特性が変化する。周回していくたびに毎回トラックコンディションが変化していくため、コンディションが同一のものにはならない。

### 物理演算・ダメージ表現
物理演算システムがゼロから作り直され、計算量が従来の48倍向上したことによりタイヤ温度や摩耗、燃料消費などがより正確にシミュレーションされるようになった。また、タイヤ摩耗によってトラック上で発生するラバーイン現象も再現されている。ダメージ表現も新たなシミュレーションで表現され、ダメージの方向性や塗装の剥げ方、ホイールの擦れ、クルマが汚れる位置まで正確に再現される。

### カーラインナップ
本作は500台以上のクルマがローンチ時より収録されている。レイトレーシングのサポートに伴ってマテリアルとシェーダーが一新され、クルマの塗料には新たに分光光度計を用いた表現が採用されており、色相や光沢などの質感が大幅に向上。また、カスタムパーツとアップグレードパーツも800以上のものが用意されている。本作では後述のクルマのアップグレードシステムが見直されたことに伴い、販売価格が過去作と比べて大幅に値下げされている。

### クルマのビルド
本作ではクルマのアップグレードにはゲーム内クレジットではなく、専用の「カーポイント」を消費するシステムとなっている。カーポイントはレースが終了するたびに、個々のクルマにドライビングテクニックに準ずる形で付与され、アップグレードの解除の際は使用したポイントが返還される。また、クルマを購入した段階では全ての項目をアップグレードすることはできず、サーキットでクルマを走らせるたびに「カーレベル」を上げていくことで徐々に項目をアンロックする仕組みがとられている。アップグレードにおいては、新しいオリジナルエアロパーツやバラスト調整の項などが追加されている。

### オーディオ
シリーズで初めてDolby Atmosをサポートしている。Forza Horizon 5で採用された装着したエンジンパーツによって排気音が変化するシステムが本作でも採用されている。また、トラックアナウンサーがトラック上でロケーションの現地語でアナウンスするシステムが採用されている。

### 刷新されたピット作業
これまでのシリーズ作ではピット作業は簡略化されていたが、今作ではタイヤ交換の際にタイヤコンパウンドの選択ができたり、燃料補給を途中で切り上げられるようになったりなど、ピット作業が本格的に再現されるようになった。また作業だけでなく、ピットレーン上における違反も判定が出るようになっている。タイヤコンパウンドは従来のストリート、スポーツ仕様に加え、レース仕様タイヤにおいては5種類のコンパウンドを選択できる。

## ゲームモード

### キャリア
シングルプレイヤーモード。本作では「ビルダーズカップ」と呼ばれる。クルマのカテゴリー別に分かれたチャンピオンシップを攻略する。各カテゴリーのチャンピオンシップをすべて攻略すると、通常では購入することができないリワード車両が獲得できる。

### マルチプレイヤー
マルチプレイヤーモード。オープンマルチプレイとプライベートマルチの2種類があり、最大24人との対戦が可能。本作より導入のレースウィクを模したシステムや新たなAIレギュレーションシステム、ピット作業の刷新により過去作以上に競技性のある仕様となっている。なお、PCプレイヤーは公平性の推進により、フレームレートがXboxプレイヤーと同等のものに制限される。

### フリープレイ
プレイヤーの好みのコースやレギュレーションなどを設定してレースをするモード。レンタカーを使用すれば所持していないクルマの試乗を行うことができる。

### ライバル
オンラインタイムアタックモード。指定されたクルマとコースでタイムアタックを行い、世界中のプレイヤーとタイムを競う。ライバルイベントは定期的に更新される。

## 収録メーカー
| - アキュラ - アルファロメオ - アルピーヌ - アメリカン・モーターズ - アポロ・アウトモビリ - アリエル - アストンマーティン - アウディ - オースチン・ヒーレー - アウトモビリ・ピニンファリーナ - アウトウニオン - BAC - ベントレー - BMW - ブラバム - ブリティッシュ・レーシング・モータース - ブガッティ - ビュイック - キャデラック - ケータハム - シャパラル・カーズ - シボレー - クライスラー - ダットサン - ダッジ - ドンカーブート - DSオートモビルズ - イーグル - イーグル・ウェスレイク - エグゾモーティブ - フェラーリ - フォード - フォーミュラ・ドリフト - ホールデン - ジネッタ・カーズ - ホンダ - HSV - ヒョンデ（現代自動車） - インフィニティ - ジャガー - ケーニグセグ - KTM | - ランボルギーニ - レクサス - ローラ・カーズ - ロータス - リンク・アンド・コー - マセラティ - マツダ - マクラーレン・オートモーティブ - メルセデスAMG - メルセデス・ベンツ - マーキュリー - メルクール - MG - ミニ - 三菱自動車 - ニオ（上海蔚来汽車） - 日産 - オールズモビル - オペル - オレカ - パガーニ・アウトモビリ - プジョー - プリムス - ポンティアック - ポルシェ - ラディカル・スポーツカーズ - ライズ・アドバンスト・エンジニアリング・システムアンドリサーチ - ルノー - リマック・アウトモビリ - サリーン - シェルビー・アメリカン - スバル - トヨタ - TVR - アルティマ・カーズ - ヴォクスホール - フォルクスワーゲン - ボルボ - ヴール - シャオペン（小鵬汽車） - ゼンヴォ・オートモーティブ |

## 収録コース

### 実在コース
- カタロニア・サーキット (Circuit de Barcelona-Catalunya) / スペイン・カタルーニャ州
- サルト・サーキット (Circuit des 24 Heures du Mans) / フランス・ル・マン
- スパ・フランコルシャン (Circuit de Spa-Francorchamps) / ベルギー
- ニュルブルクリンク (Nürburgring) / ドイツ・ニュルブルク
- インディアナポリス・モーター・スピードウェイ (Indianapolis Motor Speedway) / アメリカ・インディアナ州
- キャラミ・グランプリ・サーキット (Kyalami Grand Prix Circuit) / 南アフリカ共和国
- ラグナ・セカ (WeatherTech Raceway Laguna Seca) / アメリカ・カリフォルニア州
- ミッドオハイオ・スポーツカーコース (Mid-Ohio Sports Car Course) / アメリカ・オハイオ州
- ホームステッド＝マイアミ・スピードウェイ (Homestead-Miami Speedway) / アメリカ・フロリダ州
- ワトキンズ・グレン・インターナショナル (Watkins Glen International) / アメリカ・ニューヨーク州
- シルバーストン・サーキット (Silverstone Circuit) / イギリス・シルバーストーン
- 鈴鹿サーキット (Suzuka Circuit) / 日本・三重県
- ライム・ロック・パーク (Lime Rock Park) / アメリカ・コネチカット州
- バージニア・インターナショナル・レースウェイ (Virginia International Raceway) / アメリカ・バージニア州
- ロード・アメリカ (Road America) / アメリカ・ウィスコンシン州
- ムジェロ・サーキット (Autodromo Internazionale del Mugello) / イタリア・トスカーナ州

### オリジナルコース
- メイプルバレー・レースウェイ (Maple Valley Raceway) / アメリカ合衆国
- イーグルロック・スピードウェイ (Eaglerock Speedway) / アメリカ合衆国
- グランドオーク・レースウェイ (Grand Oak Raceway) / アメリカ合衆国
- 箱根サーキット (Hakone Circuit) / 日本

## 商品展開

### ゲーム本編
- スタンダードエディション、デラックスエディション、プレミアムエディションの3種類が展開される。
- また、本編とは別売りの「プレミアムアドオンバンドル」も展開。
- Xbox Game Passにおいては「スタンダードエディション」がラインナップされる。

#### スタンダードエディション
- ゲーム本編

#### デラックスエディション
- ゲーム本編
- カーパス

#### プレミアムエディション
- ゲーム本編
- カーパス
- Race Day カーパック
- VIPメンバーシップ
- ウェルカムパック
- アーリーアクセス権

### プレミアムアドオンバンドル
プレミアムエディションの内容からゲーム本編のみを除いたDLCバンドル。

## DLC

### Forza Motorsport VIP メンバーシップ
限定の特典などを獲得することができるメンバーシップ。
- 5台の限定Forza Editionマシン
  - 2020 Chevrolet Corvette Stingray Coupe Forza Edition
  - 2019 Hyundai Veloster N Forza Edition
  - 2019 Subaru STI S209 Forza Edition
  - 2018 Chevrolet Camaro ZL1 1LE Forza Edition
  - 2016 Mercedes-AMG C63 S Coupe Forza Edition

- 5つのVIP限定ドライバーギア
- 2倍のリワードブースト
- VIPプレイヤーカード
- ゲーマータグ用VIPクラウンバッジ
- VIP限定ライバルイベント参戦権

### Forza Motorsport ウェルカムパック
5台のクルマとゲーム内通貨のセット。

#### ウェルカムパック収録車両
- 2021 BMW M4 Conpetition Coupe 'Welcome Pack'
- 2021 Volkswagen Golf R 'Welcome Pack'
- 2020 Chevrolet Corvette Stingray Coupe 'Welcome Pack'
- 2020 Toyota GR Supra 'Welcome Pack'
- 2019 Porsche 911 (992) Carrera S 'Welcome Pack'

### Forza Motorsport Race day カーパック
8台のレーシングマシンが収録。
- 2018 Acura #36 Gradient Racing NSX GT3
- 2018 Audi #44 Magnus Racing R8 LMS GT3
- 2018 Porsche #73 Park Place Motorsports 911 GT3 R
- 2018 Subaru #1 Adrian Flux Racing Levorg GT
- 2017 Vauxhall #77 Power Maxed TAG Racing Astra
- 2014 Ford #14 AmD Tuning Focus ST
- 1990 Oldsmobile #75 Newman-Sharp Racing Cultass Trans-Am
- 1974 BRM #14 Motul Team P201

### Forza Motorsport カーパス
新規収録車両を計30台獲得できる。クルマは毎週1台ずつラインナップされていき、1回に限り無料で入手できる。
- 2018 Volkswagen #22 Experion Racing Golf GTI
- 2019 Dodge #9 American V8 Road Racing TA Chalenger
- 1999 Nissan #23 NISMO Clarion R391
- 2020 BMW M2 Competition Coupé
- 2019 Oreca #38 Jackie Chan DC Racing Oreca 07
- 1991 Ford #15 Roush Racing Whistler Mustang

## PCシステム動作環境
NVIDIA DLSS 2及びAMD FSR 2.2に対応する。PC版では最大で4K以上のネイティブ解像度やウルトラワイドモニターに対応する。
|              | 最小動作環境                                  | 推奨動作環境                                     | 理想動作環境                                 |
| ------------ | --------------------------------------------- | ------------------------------------------------ | -------------------------------------------- |
| CPU          | Intel Core i5-8400 AMD Ryzen 5 1600           | Intel Core i5-11600K AMD Ryzen 5 5600X           | Intel Core i7-11700K AMD Ryzen 7 5800X       |
| CPU コア数   | 6                                             | 6                                                | 8                                            |
| GPU          | NVIDIA GeForce GTX 1060 AMD Radeon RX 5500 XT | NVIDIA GeForce RTX 2080 Ti AMD Radeon RX 6800 XT | NVIDIA GeForce RTX 4080 AMD Radeon RX 7900XT |
| ビデオメモリ | 4GB                                           | 8GB                                              | 16GB                                         |
| メモリ       | 8GB                                           | 16GB                                             | 16GB                                         |
| ストレージ   | SSD (130GB以上の空き容量)                     | SSD (130GB以上の空き容量)                        | NVMe SSD (130GB以上の空き容量)               |